# Ligne U8 du métro de Munich
La ligne U8 du métro de Munich, est une ligne de renfort avec un parcours utilisant des sections des lignes d'infrastructure U1, U2 et U5 du métro de Munich.

## Histoire

### Ancienne ligne d'infrastructure
Le 18 octobre 1980 le métro met en service une ligne, dénommée U8, de 16 km de long, elle est renommée U2 en 1988.

## Caractéristiques

### Liste des stations
La ligne dessert 19 stations :
|  |   |  | Station             | Secteur                      | Correspondances.                                    |
|  | - |  | ------------------- | ---------------------------- | --------------------------------------------------- |
|  | ■ |  | Olympiazentrum      | Milbertshofen-Am Hart        | (U3)                                                |
|  | • |  | Petuelring          | Schwabing-West (de)          | (U3)                                                |
|  | ■ |  | Scheidplatz         | Schwabing-West (de)          | , tramway de Munich 12 et 28                        |
|  | • |  | Hohenzollernplatz   | Schwabing-West (de)          | , tramway de Munich 12 et 27                        |
|  | • |  | Josephsplatz        | Maxvorstadt                  | (U2)                                                |
|  | • |  | Theresienstraße     | Maxvorstadt                  | (U2)                                                |
|  | • |  | Königsplatz         | Maxvorstadt                  | (U2)                                                |
|  | ■ |  | Munich-Hauptbahnhof | Ludwigsvorstadt-Isarvorstadt | , trains gare centrale de Munich, tramway de Munich |
|  | ■ |  | Sendlinger Tor      | Altstadt-Lehel               | , tramway de Munich 16, 17, 18, 27 et 28            |
|  | • |  | Fraunhoferstraße    | Ludwigsvorstadt-Isarvorstadt | , tramway de Munich 18 et N27                       |
|  | • |  | Kolumbusplatz       | Au-Haidhausen                | (U1) · (U2) · (U7)                                  |
|  | • |  | Silberhornstraße    | Untergiesing-Harlaching      | , tramway de Munich 25                              |
|  | • |  | Untersbergstraße    | Untergiesing-Harlaching      | (U2) · (U7)                                         |
|  | • |  | Geising             | Obergiesing                  | (U2) · (U7)                                         |
|  | • |  | Karl-Preis-Platz    | Ramersdorf-Perlach           | (U2) · (U7)                                         |
|  | ■ |  | Innsbrucker Ring    | Ramersdorf-Perlach           | (U2) · (U5) · (U7)                                  |
|  | • |  | Michaelibad         | Berg am Laim                 | (U5) · (U7)                                         |
|  | • |  | Quiddestraße        | Ramersdorf-Perlach           | (U5) · (U7)                                         |
|  | ■ |  | Neuperlach Zentrum  | Ramersdorf-Perlach           | (U5) · (U7)                                         |